# 松尾剛次
松尾 剛次（まつお けんじ、1954年2月14日 - ）は、日本の歴史家。山形大学名誉教授。山形大学都市・地域学研究所名誉所長。専門は、日本中世史・仏教史。官僧・遁世僧研究を基点に、中世日本宗教史の見直しを行なっている。

## 来歴・人物
長崎県南高来郡愛野町（現・雲仙市）に生まれる。東京大学文学部卒業、1981年東京大学大学院人文科学研究科博士課程中退、同年山形大学講師。助教授を経て教授。2019年3月に退官。1994年「鎌倉新仏教の宗教史学的考察」で東京大学文学博士。山形大学都市・地域学研究所所長を兼務した。日本仏教綜合研究学会初代会長でもあった。

## 著書
※は電子書籍も刊行
- 『鎌倉新仏教の成立 入門儀礼と祖師神話』 吉川弘文館「中世史研究選書」、1988年、増訂版1998年
- 『中世都市鎌倉の風景』 吉川弘文館、1993年　ISBN　9784642074155
- 『勧進と破戒の中世史 中世仏教の実相』 吉川弘文館、1995年、オンデマンド版 2023年 - 論考集
- 『鎌倉新仏教の誕生 勧進・穢れ・破戒の中世』 講談社現代新書、1995年
- 『救済の思想 叡尊教団と鎌倉新仏教』 角川書店〈角川選書〉、1996年
- 『中世都市鎌倉を歩く 源頼朝から上杉謙信まで』 中公新書、1997年 ※
- 『中世の都市と非人』 法蔵館、1998年／法蔵館文庫、2024年 ※ - 論考集
- 『仏教入門』 岩波書店〈岩波ジュニア新書〉、1999年
- 『太平記 鎮魂と救済の史書』 中公新書、2001年 ※
- 『「お坊さん」の日本史』 日本放送出版協会〈生活人新書〉、2002年
- 『日本中世の禅と律』 吉川弘文館、2003年、オンデマンド版 2023年 - 論考集
- 『忍性 慈悲ニ過ギタ』 ミネルヴァ書房〈日本評伝選〉、2004年
- 『鎌倉古寺を歩く 宗教都市の風景』 吉川弘文館〈歴史文化ライブラリー〉、2005年、オンデマンド版 2019年
- 『破戒と男色の仏教史』 平凡社新書、2008年／増補版・平凡社ライブラリー、2023年 ※
- 『山をおりた親鸞 都をすてた道元 中世の都市と遁世』 法蔵館、2009年
- 『中世律宗と死の文化』 吉川弘文館、2010年、オンデマンド版 2023年 - 論考集
- 『親鸞再考 僧にあらず、俗にあらず』 NHK出版〈NHKブックス〉、2010年
- 『葬式仏教の誕生 中世の仏教革命』 平凡社新書、2011年
- 『知られざる親鸞』 平凡社新書、2012年
- 『家康に天下を獲らせた男 最上義光』 柏書房、2016年
- 『中世叡尊教団の全国的展開』 法蔵館、2017年 - 論考集
- 『鎌倉新仏教論と叡尊教団』 法蔵館、2019年 - 論考集
- 『最上氏三代　民のくたびれに罷り成り候』 ミネルヴァ書房〈日本評伝選〉、2021年
- 『日本仏教史入門　釈迦の教えから新宗教まで』 平凡社新書、2022年 ※
- 『日蓮 「闘う仏教者」の実像』 中公新書、2023年 ※

### 編著・共著
- 『日本の名僧10 持戒の聖者叡尊・忍性』（編著）、吉川弘文館、2004年
- 『日本社会における仏と神』（速水侑共編著）、吉川弘文館、2006年
- 『思想の身体 戒の巻』（共編著）、春秋社、2006年
- 『仏教用語の基礎知識』（山折哲雄編著）、角川選書、2000年 - 項目に参加
- 『日本仏教34の鍵』（編著）、春秋社、2003年

大久保良峻・佐藤弘夫・末木文美士・林淳と共編
- 『新アジア仏教史12－躍動する中世仏教 日本Ⅱ』 佼成出版社、2010年 ※ -「第3章・仏教者の社会活動」収録（編集協力）
- 『仏教新発見23 西大寺』（共著）朝日新聞社、2007年
- 『仏教新発見24 建長寺、円覚寺』（共著）朝日新聞社、2007年
- 『岩波仏教辞典』 岩波書店、1989年、第2版2002年、第3版2023年 - 項目に参加

### 著作・外国語訳
- 韓国語訳『「お坊さん」の日本史』 2005年
- 英文『A History of Japanese Buddhism』 GLOBAL ORIENTAL LTD, 2007
- 中国語訳版 『佛教入門』（張傑訳）山形大学出版会、2016年

### 論文
- CiNii>松尾剛次
- INBUDS>松尾剛次